# Lezay
Lezay – miejscowość i gmina we Francji, w regionie Nowa Akwitania, w departamencie Deux-Sèvres.
Według danych na rok 1990 gminę zamieszkiwało 2295 osób, a gęstość zaludnienia wynosiła 50 osób/km² (wśród 1467 gmin regionu Poitou-Charentes Lezay plasuje się na 121. miejscu pod względem liczby ludności, natomiast pod względem powierzchni na miejscu 50.).